# SEAT Mii
El Seat Mii és un automòbil de turisme del segment A que el fabricant Seat ha posat a la venda durant el quart trimestre de 2011, si bé els seus lliuraments van començar al mes de desembre. Té com antecessor directe al ja desaparegut Seat Arosa, i cobreix el buit en la gamma per sota del Seat Ibiza. El model té unes mínimes modificacions estètiques respecte al Volkswagen up! I el Skoda Citigo.
Aquest model té un motor davanter transversal i tracció davantera.

## Motorització
En aquesta primera etapa de producció, la motorització disponible és un tres cilindres en línia d'1,0 litres. Aquest motor està disponible amb potències de 60 CV (44 kW) i de 75 CV (55 kW), amb un consum combinat de 4,5 litres per cada 100 km o 4,7 litres. Més endavant arribaran els Ecomotive amb els mateixos motors esmentats (afegeixen el Stop & Start entre altres coses), i un alimentat amb CNG.
El juny de 2019 es va presentar la versió comercial elèctrica, denominat com SEAT Mii Electric, aquest model arriba sis anys després dels prototips denominats SEAT e-Mii. La nova versió elèctrica del Mii té una velocitat punta de 130 km/h, accelera de 0 a 100 km/h en 12,5 segons, incorpora una bateria de 36,8 kWh, amb 32,3kWh de capacitat útil. Es preveu que la seva autonomia segons WLTP sigui d'uns 260 km i estarà disposa amb carregador CCS Combo. L'inici de vendes va ser programat per a finals de 2019, sent el model el primer SEAT 100% elèctric a arribar al mercat, obrint una nova etapa en SEAT. I ja a partir de 2020, es deixen de muntar les motoritzacions de combustió en el SEAT Mii, tan sols disposa amb la motorització elèctrica.

## Dimensions
El model base de 3 portes té una longitud de 3560 mm, una batalla (distància entre eixos) de 2420 mm, una amplada total de 1641 mm i una alçada total de 1478 mm. El seu pes total en buit és de 854Kg.

## Equipament
L'oferta inicial del Mii. es compon de les versions Mii Style i Mii Style Sport, a la primavera de 2012 comptés amb un acabat i equipament Reference.